# Ruchna (gromada)
Ruchna – dawna gromada, czyli najmniejsza jednostka podziału terytorialnego Polskiej Rzeczypospolitej Ludowej w latach 1954–1972.
Gromady, z gromadzkimi radami narodowymi (GRN) jako organami władzy najniższego stopnia na wsi, funkcjonowały od reformy reorganizującej administrację wiejską przeprowadzonej jesienią 1954 do momentu ich zniesienia z dniem 1 stycznia 1973, tym samym wypierając organizację gminną w latach 1954–1972.
Gromadę Ruchna z siedzibą GRN w Ruchnej utworzono – jako jedną z 8759 gromad – w powiecie węgrowskim w woj. warszawskim, na mocy uchwały nr VI/10/22/54 WRN w Warszawie z dnia 5 października 1954. W skład jednostki weszły obszary dotychczasowych gromad Ruchna, Ruchenka i Szaruty oraz kolonia Zając z dotychczasowej gromady Zając ze zniesionej gminy Ruchna w tymże powiecie. Dla gromady ustalono 16 członków gromadzkiej rady narodowej.
1 stycznia 1959 z gromady Ruchna wyłączono kolonię Zając, włączając ją do gromady Wyszków w tymże powiecie.
31 grudnia 1959 do gromady Ruchna przyłączono obszar zniesionej gromady Jartypory (bez kolonii Nowiny) w tymże powiecie.
Gromada przetrwała do końca 1972 roku, czyli do kolejnej reformy gminnej.